# Louise Weitnauer
Louise Weitnauer (* 20. Mai 1881 in Basel; † 25. Juli 1957 ebenda) war eine Schweizer Malerin, Zeichnerin und Lithografin.

## Leben und Werk

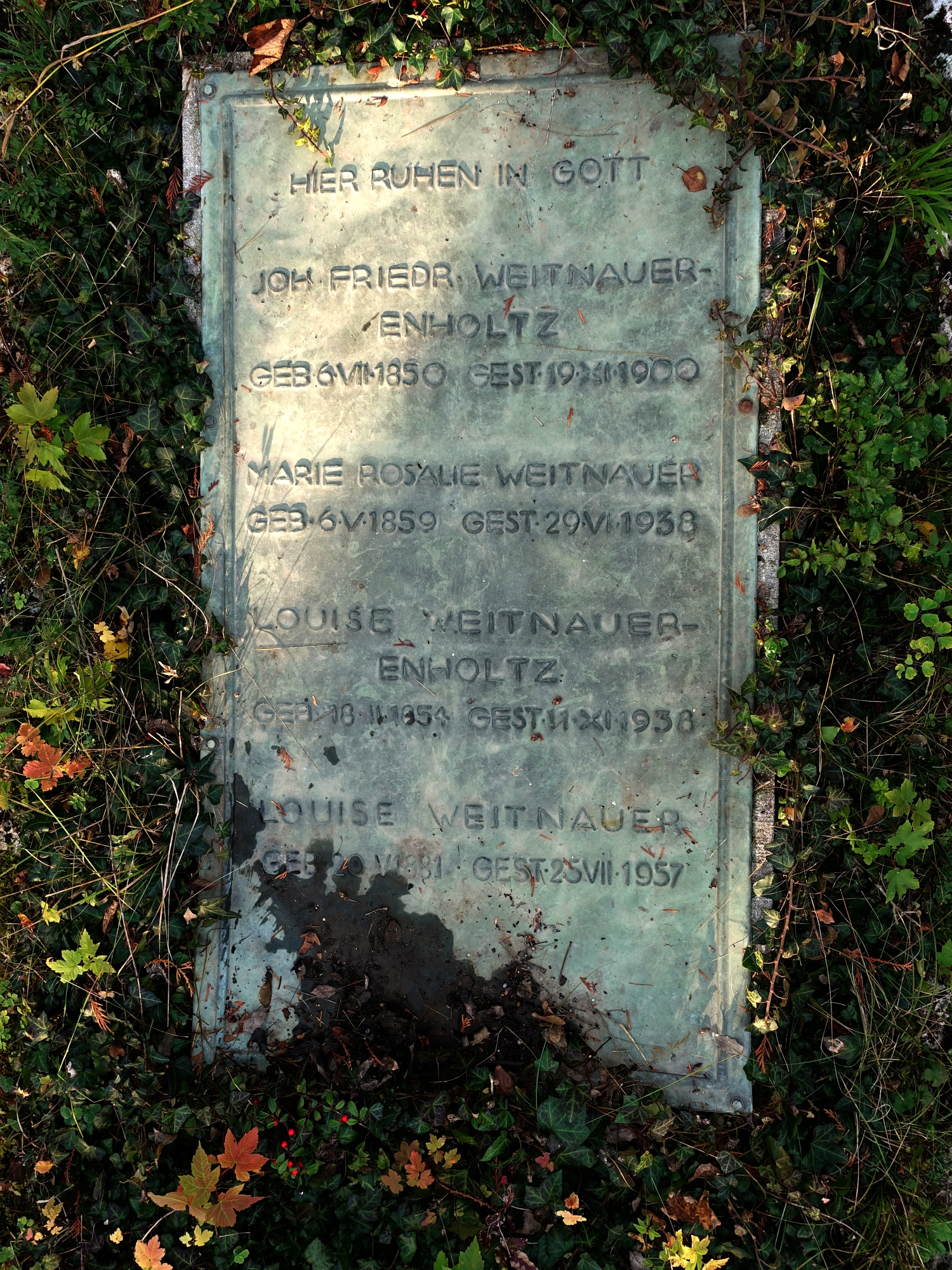
Grab, Wolfgottesacker, Basel

Die Ahnen von Louise Weitnauer waren seit dem 15. Jahrhundert Bürger von Basel. Sie waren Kunsthandwerker, Goldschmiede, Glockengiesser und Münzmeister. Louise Weitnauers Vater war der Metzger und begeisterte Kunstsammler Johann Friedrich Weitnauer (1850–1900). Dieser sammelte Werke von Martin Disteli bis Hans Sandreuter und Albert Welti. Ihre Mutter war Louise, geborene Enholz (1854–1938). 
Auf Anraten von Welti studierte Louise Weitnauer an der Damenakademie des Münchner Künstlerinnenvereins. Ihr Hauptlehrer war Max Feldbauer. Bei Angelo Jank belegte sie die Fächer Kopf- und Aktzeichnen.
Nach zehn Jahren kehrte Louise Weitnauer nach Basel zurück und unterrichtete im kleinen Kreis private Schüler. Sie war ab 1914 Mitglied des Basler Kunstvereins und nahm regelmässig an dessen Weihnachtsausstellung teil. Ihre Studienreisen führten sie in die Bretagne sowie an verschiedene Orte in Italien. Während des Ersten Weltkriegs lebte Louise Weitnauer in Tremona und entwarf u. a. Theaterdekorationen. 1921 und 1925 erhielt sie für ihre Theaterdekorationen Preise. 1928 beteiligte sie sich an der Schweizerischen Ausstellung für Frauenarbeit (SAFFA) in Bern. Louise Weitnauer stellte ihre Werke in verschiedenen Kunsthäusern und Galerien in der Schweiz aus. Zudem war sie mehrere Jahre im Vorstand der Basler Sektion der Gesellschaft Schweizer Malerinnen, Bildhauerinnen und Kunstgewerblerinnen (GSMBK). Ab 1935 war sie Präsidentin der Kunstsektion des Basler Lyzeumsklubs.
Louise Weitnauer lebte mit ihrer Mutter bis zu deren Tod 1938 im gemeinsamen Haushalt. Später pflegte sie ihre Stiefschwester und verarmte im Lauf der Zeit. Louise Weitnauer fand ihre letzte Ruhestätte auf dem Wolfgottesacker in Basel.